# Municipalità regionale della contea di Montmagny
La municipalità regionale di contea di Montmagny è una municipalità regionale di contea del Canada, localizzata nella provincia del Québec, nella regione di Chaudière-Appalaches.
Il suo capoluogo è Montmagny.

## Suddivisioni
City e Town
- Montmagny

Municipalità
- Berthier-sur-Mer
- Cap-Saint-Ignace
- Lac-Frontière
- Notre-Dame-du-Rosaire
- Sainte-Euphémie-sur-Rivière-du-Sud
- Sainte-Lucie-de-Beauregard
- Saint-François-de-la-Rivière-du-Sud
- Saint-Just-de-Bretenières
- Saint-Paul-de-Montminy

Parrocchie
- Saint-Antoine-de-l'Isle-aux-Grues
- Sainte-Apolline-de-Patton
- Saint-Fabien-de-Panet
- Saint-Pierre-de-la-Rivière-du-Sud